# Radka Denemarková
Radka Denemarková (n. 14 martie 1968, Kutná Hora, Republica Socialistă Cehă, Cehoslovacia) este o romancieră, dramaturgă, scenaristă TV, traducătoare din limba germană și eseistă cehă.
Denemarková este singura scriitoare cehă care a primit premiul Magnesia Litera de patru ori (la diferite categorii - pentru proză, non-ficțiune, traducere și Cartea Anului). Operele sale au fost traduse în 23 de limbi.

## Biografie
Denemarková a urmat cursuri de limba cehă și germană la Facultatea de Arte de la Universitatea Carolină din Praga, unde a obținut doctoratul în 1997 pentru lucrarea intitulată: Probleme semiotice în dramatizări (în cehă: Sémiotická problematika dramatizací).
În 2007 a beneficiat de o bursă de creație la Wiesbaden, în 2008 la Berlin, în 2010 la Graz, Austria, în 2011 la Usedom (Hotel Ahlbecker Hof, parte a Premiului Criticilor Literari Germani), în 2014 la Škocjan, Slovenia și în 2015 la Krems, Austria (artistă în rezidență). În 2020 a beneficiat de o bursă de creație în Taiwan.
A lucrat ca cercetătoare în cadrul Institutului pentru Literatură Cehă al Academiei de Științe a Republicii Cehe, ca lector și dramaturg la teatrul Na zábradlí (Pe balustradă) din Praga și a predat scriere creativă (2009–2014) la Academia Literară Josef Škvorecký. Ea este scriitoare independentă din 2004.
Radka Denemarková a colaborat cu disidentul și scriitorul chinez Xi Zhiyuan (antologia DanDu) și cu filosoful german Wolfram Tschiche (educația politică a elevilor de liceu din Germania). În fiecare an, a condus un atelier de scriere creativă pentru copiii din orfelinate, în cadrul festivalului Out of Home.
Este un invitat frecvent la festivaluri literare și târguri de carte din Germania (Leipzig, Frankfurt pe Main, Berlin, Hamburg, Stuttgart, Bayreuth), SUA (New York), Elveția (Zürich, Basel), Austria (Viena, Linz, Graz), Olanda (Rotterdam), Ungaria, Canada, Rusia, Franța, Belgia, China, Columbia, Mexic și multe alte țări.
În 2015, a fost invitată la cea de-a 16-a ediție anuală a Lunii Lecturii Autorilor (în cehă Měsíc autorského čtení), un festival literar ceh organizat din anul 2000 de editura și agenția Větrné mlýny din Brno. Are loc în fiecare zi în timpul vacanței de vară, între 1 și 31 iulie.
A primit patru premii Magnesia Litera; pentru proză (Bani de la Hitler, în cehă: Peníze od Hitlera), jurnalism (Moarte, Nu te vei teme sau Povestea lui Petr Lébl, în cehă: Smrt, nebudeš se báti aneb Příběh Petra Lébla) și traducere (Rožupaný dech, de Herta Müller). A primit al patrulea premiu Magnesia Litera în 2019 pentru romanul Ceasul de plumb (în cehă Hodiny z olova) – romanul a fost votat Cartea anului.
În 2017, Radka Denemarková a primit Premiul de Onoare ca Scriitoare din partea orașului Graz (rezidență septembrie 2017 – august 2018).
În 2022 a primit Premiul Literar din partea statului german Stiria.
În 2024, președintele Republicii Cehe Petr Pavel i-a acordat Ordinul național „Pentru Merit" (Medaile Za zásluhy) clasa I în domeniul culturii și artelor.
Denemarková locuiește la Praga cu fiica Ester și fiul Jan.

## Cărți scrise
- Hodiny z olova [Ceasul de plumb]. 2018. Brno: Host. 752 pagini.[29]
- MY 2 / US 2. 2014 Un text original literar pentru lungmetraj. [30]
- Příspěvek k dějinám radosti [O contribuție la istoria bucuriei]. 2014. Roman. [31]
- Spací vady [Tulburări de somn]. 2012. O ediție tipărită a piesei de teatru. [32]
- Kobold. Přebytky něhy & přebytky lidí [Kobold: Excese de tandrețe și excese de oameni]. 2011. Roman dublu. [33]
- Smrt nebudeš se báti aneb příběh Petra Lébla [Nu te vei teme de moarte sau de povestea lui Petr Lébl]. 2008. Un roman documentar. [34]
- Peníze od Hitlera [Bani de la Hitler]. 2006. Roman. [35]
- A já pořád kdo to tluče [Diavolul lângă nas]. 2005. Roman. [36]
- Sám sobě nepřítelem [Propriul meu dușman]. 1998. O carte despre regizorul de teatru și film ceh Evald Schorm⁠(d). [37]

Spací vady [Tulburări de somn] este o piesă de teatru de comedie neagră cu elemente grotești care a fost pusă în scenă în 2010 la Teatrul Na zábradlí. Are loc într-un mezanin, la limita dintre viață și moarte, unde Virginia Woolf și colega ei de cameră, Sylvia Plath, discută despre viață și literatură. Așteptarea lor pentru a trece în Lumea de Dincolo este întreruptă de sosirea unei noi colege de cameră, Ivana T., al cărei stil de viață și abordare a literaturii sunt fundamental diferite. Ivana T. este o femeie de afaceri și fotomodel din secolului XXI, energică, încrezătoare în sine și nu lipsită de empatie, pentru care literatura este doar o altă modalitate de a deveni vizibilă. În momentul lansării piesei în 2010, Ivana Trump (1949—2022) era încă în viață. Denemarková chiar a întrebat-o dacă poate scrie despre un personaj bazat pe aceasta.
Romanele A já pořád kdo to tluče (2005), Peníze od Hitlera (2006) și Kobold (2011) formează o trilogie despre secolul al XX-lea în Europa Centrală. Acțiunea din A já pořád kdo to tluče are loc la Praga, în anii 1990. Personajele principale sunt dramaturga de succes Birgit Stadtherrová, care suferă de traume nevindecate din copilărie, și regizorul de teatru Petr Buch, care ascunde un sadic în spatele măștii unui domn în vârstă. Cele două personaje sunt legate nu doar prin latura lor profesională, atunci când Buch pune în scenă una dintre piesele lui Birgit, ci și prin latura lor personală, sub forma unui bătrân pe nume Ralf, un fost anchetator StB.
Romanul Peníze od Hitlera (2006) este narat prin ochii personajului principal, Gita Lauschmann. În vara anului 1945, Gita, în vârstă de șaisprezece ani, se întoarce pe jos la Puklice, unde părinții ei dețin o moșie întinsă. Spre marea sa surprindere, găsește un tânăr care locuiește în casa familiei sale, aproape în întregime exterminată de naziști în lagărele de concentrare. În loc să se clarifice situația, Gita este bătută de săteni și târâtă pe jumătate moartă într-un hambar. Sătenii cehi vor să se asigure că nimeni nu revendică proprietatea evreilor ceho-germani, familia Lauschmann, așa că intenționează să o lase pe Gita să moară de foame, pentru a fi în siguranță. Cartea abordează subiectul nedreptății comise de cehi împotriva populației germane (în timpul expulzării) și evreiești în Cehoslovacia postbelică și reticența descendenților de a-și recunoaște partea de vinovăție. Romanul a fost inspirată de povestea adevărată a Eliškai Fábryová, născută Fleischmannová, al cărei tată evreu, Richard, ucis la Auschwitz, a deținut un castel și o fermă în satul Puklice, lângă Jihlava. După război, familia ei a fost etichetată drept germană, iar proprietățile le-au fost confiscate. În anii 1990, Richard Fleischmann a fost reabilitat, iar Eliška, în vârstă de aproape optzeci de ani, a cerut restituirea proprietății sale, lucru pe care sătenii l-au refuzat. Întregul caz a fost finalizat abia în 2012, la șase ani după moartea ei. De la publicarea sa, romanul a câștigat numeroase premii și a fost tradus în peste 15 limbi.
Kobold (2011) este un roman dublu alcătuit din povestirile Excese de tandrețe (subintitulată Despre apă) și Excese de oameni (subintitulată Despre foc), ambele având ca temă fundamentală nedreptatea, prejudecățile și opresiunea manipulatorilor. În timp ce prima parte prezintă soarta familiei lui Michael Kobold, care își abuzează soția și copiii de mult timp, pe fundalul istoriei secolului al XX-lea, a doua parte mărturisește disprețul și lipsa de simț a societății umane contemporane folosind exemplul Justýnei, o mamă văduvă a nouă copii. În prima ediție din 2011, ambele povestiri sunt tipărite pe pagini opuse ale cărții, așa că depinde de cititor în ce ordine să citească ambele povestiri. Secțiunea Excese de tandrețe este tipărită în albastru, în timp ce secțiunea Excese de oameni este tipărită în portocaliu. Acest format și stilul vizual al întregului roman au fost alese chiar de autoare.
Romanul Příspěvek k dějinám radosti [O contribuție la istoria bucuriei] (2014) are ca temă violența sexuală împotriva femeilor și trivializarea ei, în care victimele nu pot găsi sprijin din partea celorlalți și trebuie să se confrunte cu consecințele violului pentru tot restul vieții (temă atinsă și în A já pořád kdo to tluče). Příspěvek k dějinám radosti conține două fire narative principale, dintre care unul prezintă un ofițer de poliție care investighează presupusa sinucidere a unui om de afaceri în vârstă și se îndrăgostește de soția acestuia, rămasă văduvă, în timpul anchetei. Al doilea fir narativ descrie acțiunile a trei doamne în vârstă care și-au ales ca scop în viață pedepsirea violatorilor care nu au fost găsiți vinovați. Cele trei încearcă să aducă în fața justiției pe proprietarul unui restaurant exotic, implicat în violul unor eleve adolescente. Cele două fire narative se îmbină treptat într-unul singur, iar moartea omului de afaceri se dovedește a fi un fragment dintr-un mozaic bine gândit al activităților celor trei doamne de-a lungul anilor. Romanul a fost întâmpinat în mare parte cu o recepție pozitivă, dar au existat și câteva voci ușor critice. Textul a fost criticat pentru că este prea liric și utilizează excesiv motivul rândunelei, pentru că este prea abstract  sau pentru că acordă prioritate stilului în detrimentul conținutului, care se diluează treptat.